# Donskov
Donskov je priimek več oseb:
- Semjon Ivanovič Donskov, sovjetski general
- Andrew Donskov, kanadski jezikoslovec in literarni zgodovinar